# Linguaggio di programmazione ad altissimo livello
Un linguaggio di programmazione ad altissimo livello, in informatica, è un linguaggio di programmazione con un altissimo livello di astrazione, usato principalmente come strumento per i programmatori professionisti.
L'espressione fu usata a partire dal 1990 per linguaggi che attualmente vengono definiti linguaggi ad alto livello come il Perl, il Python, e il Visual Basic.

## Descrizione
Questi linguaggi sono normalmente specifici di un dominio, ovvero limitati a specifiche applicazioni o tipi di lavoro e spesso linguaggi di scripting che controllano ambienti specifici.
Un esempio di questi linguaggi è il mIRC scripting che è stato creato per estendere le funzionalità del programma di chat mIRC.